# 朱由高
朱由高（英語：Chu Yau-Ko）（本名：邓由高）（1922—1977）又名朱尤高,  鄧珠光,  鄧由高,  肥仔鄧，香港影视演员。

## 生平
香港早期影视演员，祖籍广东，共出演了300多部作品，饰演的角色多种多样。因为其外貌等特点，常在影视剧中饰演搞怪、路人型角色。
第一次出演的作品是1954年的陈皮执导的电影《桃紅柳緣燕嬉春》。
后他1977年2月17日猝死，后代有一子三女。

## 资料来源
1. ↑  . 人物介绍.   [2023-06-29]. （原始内容存档于2023-06-29）.
2. ↑  . 香港影库信息.   [2023-02-03]. （原始内容存档于2023-02-03）.
3. ↑  .   [2023-02-03]. （原始内容存档于2023-02-03）.

## 外部連結
- 朱由高在互联网电影资料库（IMDb）上的資料（英文）
- 朱由高在香港影庫上的簡介
- 朱由高在豆瓣上的资料（简体中文）